# 薩特爾貝格山 (斯圖拜阿爾卑斯山脈)
47°0′40″N 11°28′45″E / 47.01111°N 11.47917°E

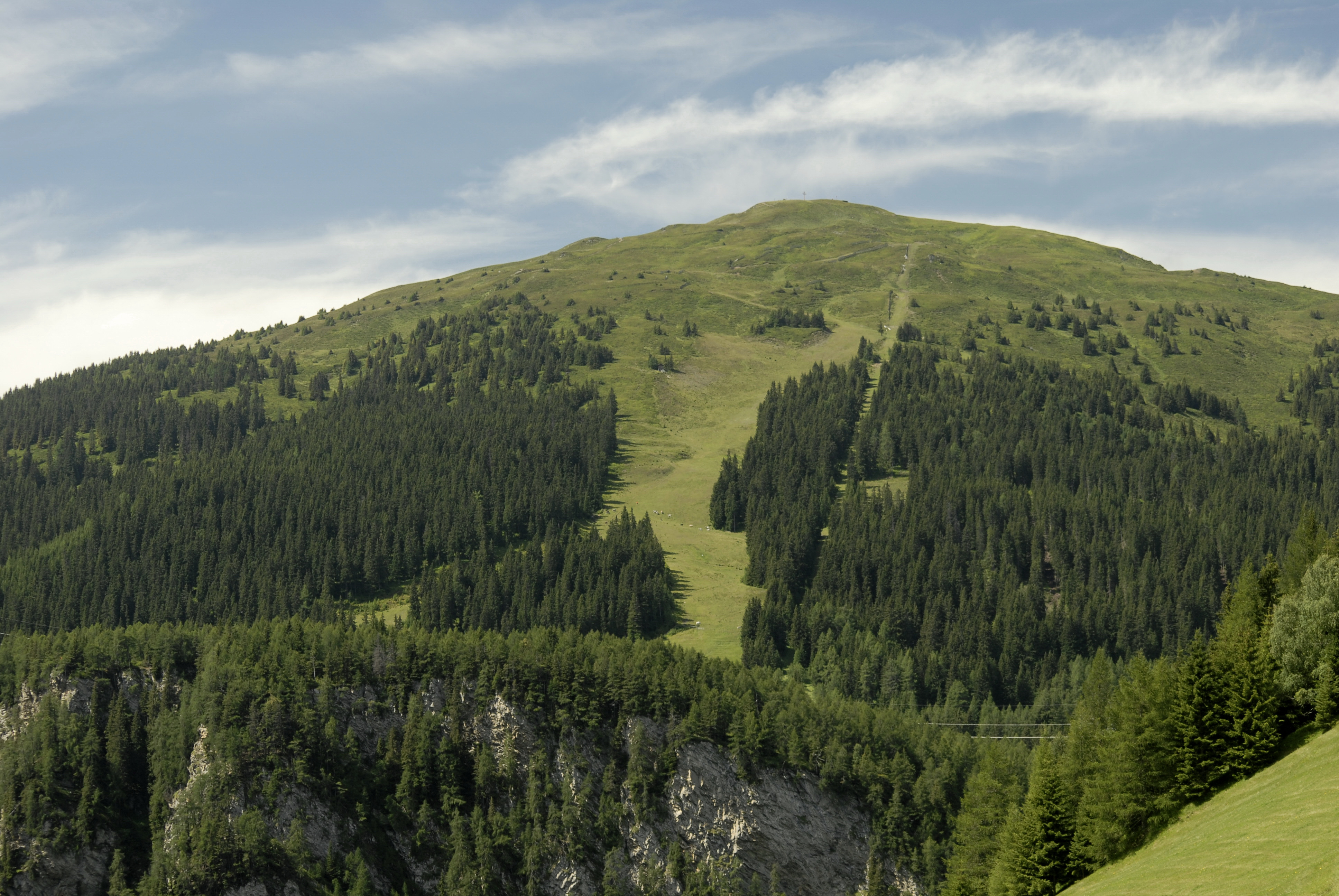

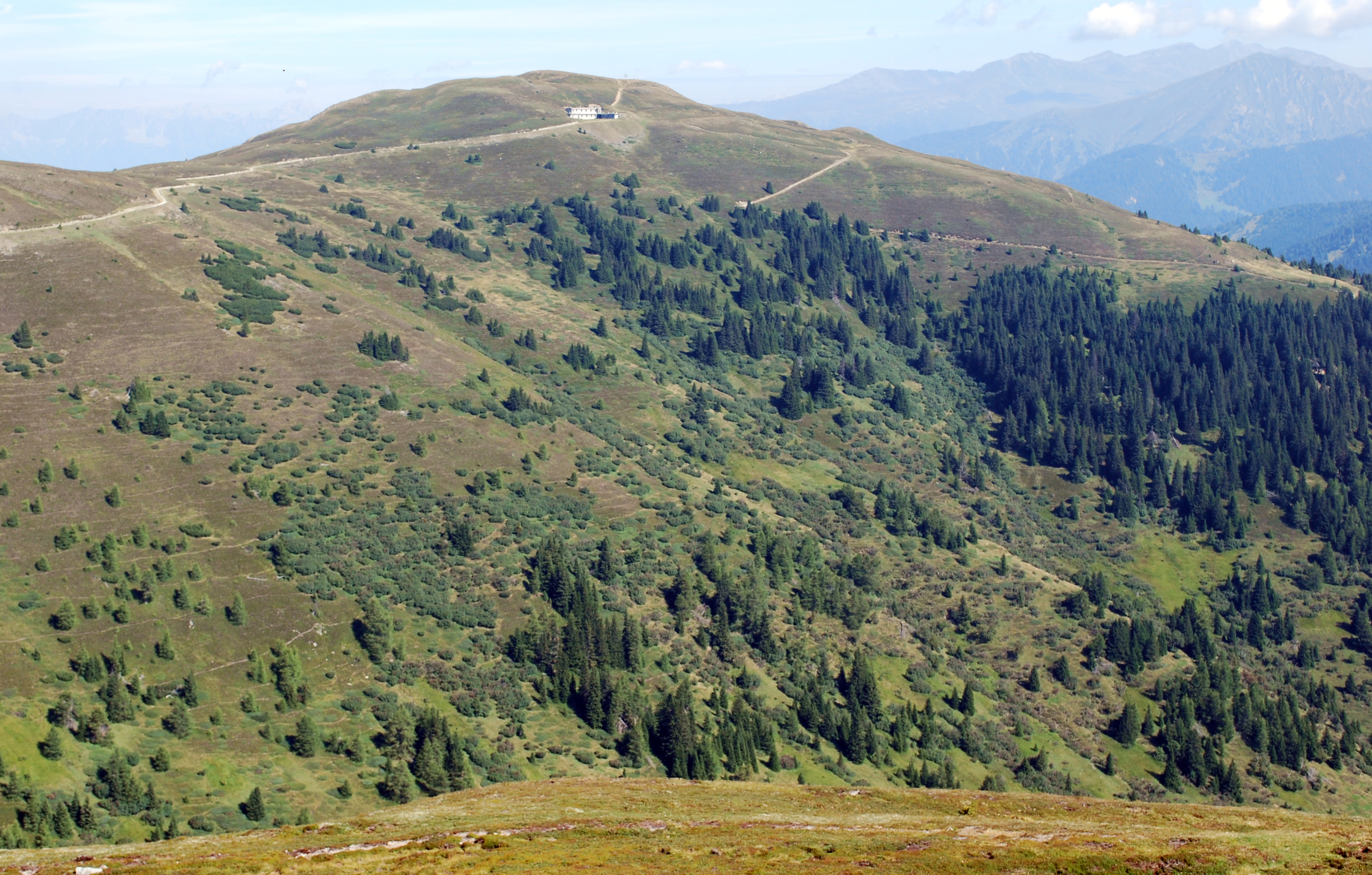

薩特爾貝格山（德語：Sattelberg），是奧地利的山峰，位於該國西部，由蒂羅爾州負責管轄，屬於斯圖拜阿爾卑斯山脈的一部分，海拔高度2,115米，每年平均降雨量1,579毫米。